# Nauzet Pérez
Cecilio Nauzet Pérez González (ur. 1 marca 1985 w Las Palmas) – hiszpański piłkarz występujący na pozycji bramkarza w UD Las Palmas.